# 清藤三津郎
清藤 三津郎（せいとう みつろう、1915年（大正4年）7月23日 - 2001年（平成13年）11月25日）は、昭和から平成時代前期の政治家。歯科医師。青森県黒石市長。

## 経歴
青森県南津軽郡黒石町前町（現黒石市）に生まれる。日本大学第二中学校を経て、1941年（昭和16年）東京歯科医学専門学校を卒業し、翌年の1942年（昭和17年）に故郷で歯科医を開業する。1948年（昭和23年）南津軽郡歯科医師会会長を経て、1951年（昭和26年）黒石町議会議員に当選。1954年（昭和29年）7月、合併を経て黒石市議会議員となる。1955年（昭和30年）同議長に選ばれ、1967年（昭和42年）まで通算4期市議を務めた。
1969年（昭和44年）青森県歯科医師会副会長を経て、1985年（昭和60年）日本歯科医師会常務理事となる。1986年（昭和61年）黒石市長に当選し、1990年（平成2年）再選。6年無投票で3選され、1998年（平成10年）7月の任期満了まで務めた。ほか、日本歯科医療保険情報開発研究所代表取締役、全国自治体病院開設者協議会常任理事、東北における小規模都市振興のための研究会会長などを務めた。

## 親族
- 弟 清藤六郎（歯科医、青森県議会議員）[2]
- 遠縁 佐藤源蔵（津軽銀行〈現青森銀行〉取締役、貴族院多額納税者議員）